# Lombardenbund

Flagge der Liga, zugleich von Mailand

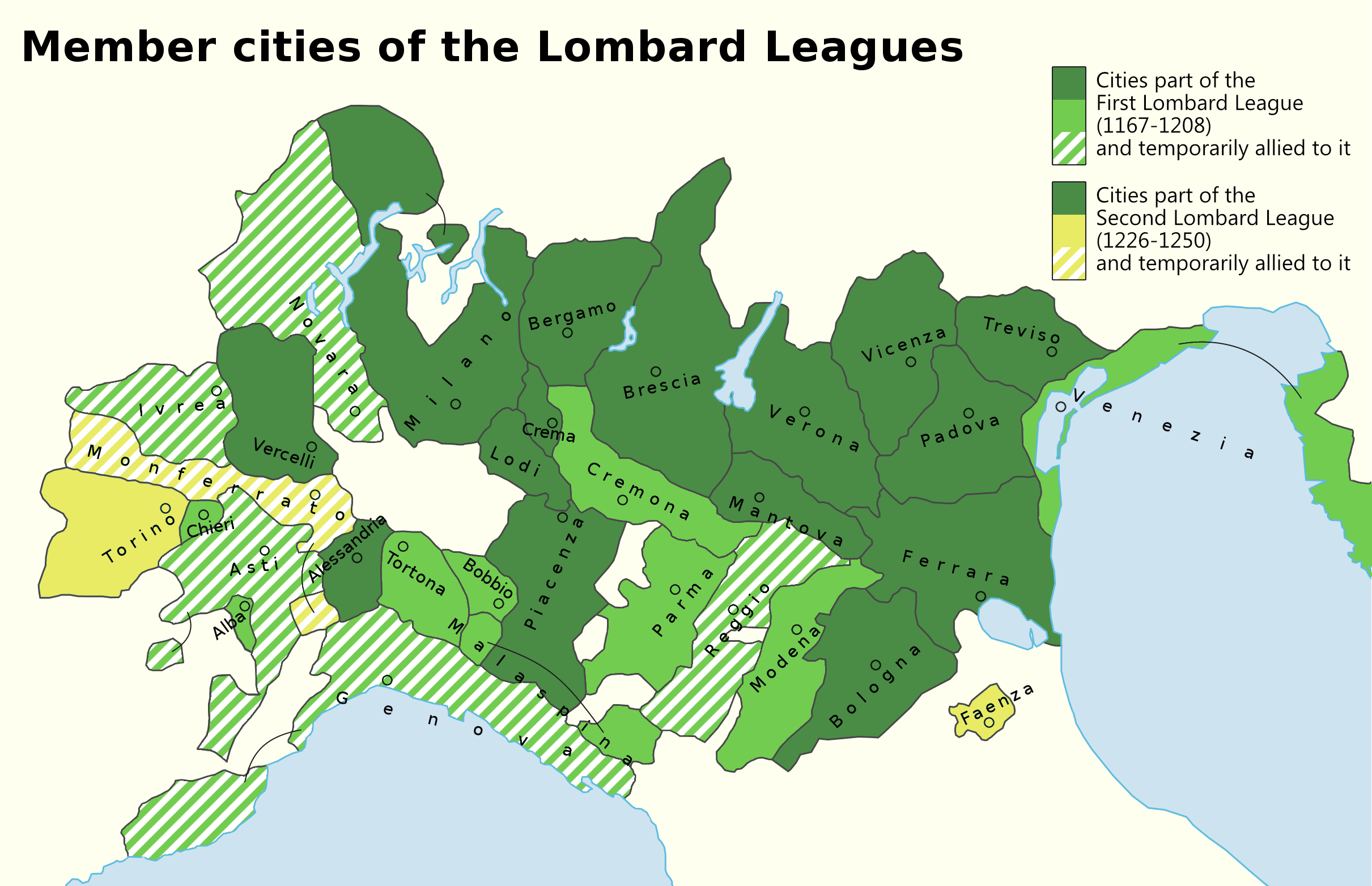
Stadtstaaten des ersten (1167–1208) und zweiten Lombardenbundes (1226–1250)

Der Lombardenbund (italienisch Lega Lombarda, lateinisch Societas Lonbardiae bzw. Lombardiae) war ein hochmittelalterlicher Städtebund in Oberitalien. Er wurde 1167 als Abwehrreaktion gegenüber der erstarkten Italienpolitik der römisch-deutschen Kaiser aus dem Hause der Staufer gegründet und 1250 mit dem Tod Kaiser Friedrichs II. obsolet und deswegen aufgelöst.

## Entstehung und Blüte im Kampf gegen Barbarossa
In den durch Handel und Gewerbe reich und mächtig gewordenen Städte Reichsitaliens wie Genua, Lucca, Pisa, Mailand, Pavia, Cremona, Lodi, Venedig, Florenz und anderen wählten die wohlhabenden Bürger ihre Obrigkeiten aus ihrer Mitte ohne den Kaiser oder die von ihm eingesetzten Statthaltern zu fragen.
Durch starke Befestigungen ihrer Städte und Bewaffnung ihrer Bürger suchten sie sich gegen eine Unterwerfung durch Waffengewalt zu sichern. Untereinander schlossen sie Bündnisse, mit denen sie hofften, so mächtig zu werden, dass sie selbst dem deutschen Kaiser Trotz bieten zu können. Das mächtige Mailand nutzte seine Macht bald dazu, seine Nachbarstädte sich selbst untertänig zu machen und nahm die Vorrangposition ein.
Vorangegangen war 1164 die Gründung des Veroneser Bundes durch Verona, Padua, Vicenza und Venedig als Reaktion darauf, dass Kaiser Friedrich I. Barbarossa in den zum Reich gehörenden Städten nicht mehr den Podestà anerkannte, den die einflussreichsten Familien stellten, sondern eigene Bevollmächtigte einsetzte. Er wurde der Tradition nach am 7. April 1167 in der Abtei von Pontida gegründet. Mit dem Beitritt weiterer Städte konstituierte sich der „Lombardenbund“ am 1. Dezember 1167. Er stellte nach mehreren kleineren und zeitlich begrenzten Städtebündnissen den ersten länger bestehenden und zugleich den ausgedehntesten Zusammenschluss italienischer Kommunen dar.
Die vereinigte militärische Stärke der Städte stellte Friedrichs I. Herrschaftsanspruch in Frage (siehe auch Honor Imperii), wenngleich der Bund keineswegs das Ziel verfolgte, sich vom Reich abzuspalten. Friedrich I. bekämpfte den Städtebund dennoch energisch. Insbesondere Mailand, welches bereits 1162 auf Befehl Friedrichs teilweise zerstört worden war, wurde mehrfach belagert. Verbündete fand der Bund in den Päpsten der Zeit, insbesondere in Alexander III., dem zu Ehren die Bundesfestung Alessandria benannt wurde (nach der Verständigung mit dem Kaiser in Caesarea umbenannt).
Mindestens ebenso ungünstig wie die militärische Macht des Bundes war für Barbarossa die Tatsache, dass er die vereinigten Städte nicht mehr einzeln gegeneinander ausspielen konnte. Darüber hinaus hatte der Lombardenbund auch eine verfassungsrechtliche Dimension, die sich allerdings nie voll entfaltete. Schon kurz nach seiner Gründung berief der Bund das parlamentum als Versammlung ein, die regelmäßig zusammentreten und Streitigkeiten zwischen den Mitgliedern schlichten sollte. Als ausführende Organe wurden rectores ernannt, bei denen es sich sowohl um Heerführer als auch um Richter handelte.
Das darin angelegte System der gleichberechtigten Partnerschaft wurde jedoch nie dauerhaft verwirklicht. Wichtigster Grund dafür ist das 1175 bei den Friedensverhandlungen von Montebello geschaffene System abgestufter Abhängigkeit der Städte vom Kaiser, das dieser nutzte, um die Kommunen erneut gegeneinander auszuspielen. Nach den Erfolgen der Lombarden in der Schlacht von Legnano 1176 kam es endgültig im Frieden von Konstanz 1183 zu einer Kompromisslösung, die den Lombardenbund zu einer Dauereinrichtung machte und die Städte auf 30 Jahre zur Mitgliedschaft verpflichtete. Insbesondere wurde dadurch Mailand begünstigt, das eine Vormachtstellung innerhalb des Bundes einnahm und dadurch vor allem mit Cremona in Konflikt geriet. Indem er Mailand privilegierte, nutzte Barbarossa die Stadt, um die übrigen Mitglieder des Bundes unter Kontrolle zu halten. Der Lombardenbund war also von einem Widerstandspakt gegen den Kaiser zu dessen Herrschaftsinstrument geworden. Darüber hinaus wurde den Städten im Frieden von Konstanz unter anderem die Übernahme der königlichen Regalien gegen eine einmalige Zahlung ermöglicht und die meisten von ihnen durften ihre Konsuln selbst wählen. Der Kaiser blieb jedoch weiterhin durch sein Hofgericht oberster Gerichtsherr.

## Kampf gegen Friedrich II.
Nach dem Tod von Barbarossas Sohn Heinrich VI. 1197 gewann der Lombardenbund erneut an Bedeutung. Während der Thronwirren im Reich vertrat er die Interessen der lombardischen Städte sowohl gegen den Papst als auch gegen verschiedene Gegenkönige, Interessengruppen sowie nach dessen Herrschaftsantritt gegen Friedrich II. Seine frühere Bedeutung erreichte der Lombardenbund jedoch auch in dieser Epoche nicht mehr, obwohl er als ernstzunehmender politischer und militärischer Gegner Friedrichs II. auftrat.
1226 und 1231 verhinderte der Bund durch das Sperren von Straßen und Pässen Zusammenkünfte von Friedrich mit Reichsfürsten auf italienischem Boden. Da Friedrich 1226 einen Kreuzzug vorbereitete, wurde der Lombardenbund wegen der Behinderung dieses Vorhabens mit dem Bann belegt. 1236 erklärte Friedrich II. schließlich den Reichskrieg gegen die Städte und forderte sie auf, ihren Bund aufzulösen, seine Rechte anzuerkennen und Truppen für einen Kreuzzug in das Heilige Land zu stellen. Auf die Weigerung der Kommunen folgte ein Krieg, der sich ohne klare Entscheidungen über das Jahr 1237 hinzog. Am 27. November kam es bei Cortenuova zur offenen Feldschlacht, in der Friedrich mit Hilfe des kaisertreuen Cremona den Lombardenbund vernichtend schlug. Zur von Friedrich geforderten bedingungslosen Unterwerfung war Mailand zusammen mit den vier verbleibenden Mitgliedern des Bundes nicht bereit. Eine Belagerung der Städte blieb für den Kaiser erfolglos. 1248 wurde das kaiserliche Heer in der Gegend von Parma geschlagen. In der nachfolgenden Schlacht von Schlacht bei Fossalta wurde der Kaisersohn und König von Sardinien Enzio nach der Niederlage der kaiserlichen Truppen gefangen genommen. Der faktisch unentschiedene Kampf wurde durch den Tod des Kaisers 1250 beendet. Die staufische Herrschaft über Reichsitalien brach in der Folgezeit zusammen, der Lombardenbund wurde damit obsolet und löste sich auf.

## Moderner Wiederbelebungsversuch
In der jüngsten Vergangenheit hat die rechtsgerichtete Partei Lega Nord in Anknüpfung an diesen mittelalterlichen Bund eine Politik gegenüber der Zentralregierung in Rom propagiert, die – je nach Standpunkt – auf eine Bevorzugung oder eine Beendigung der Benachteiligung des industriellen Nordens hinausläuft.